# Melanis melandra
Melanis melandra is een vlindersoort uit de familie van de prachtvlinders (Riodinidae), onderfamilie Riodininae.
Melanis melandra werd in 1819 beschreven door Hübner.